# Tallahassee
Tallahassee er hovedstad i den amerikanske delstat Florida. Byen har 196.169 (2020) indbyggere og er administrativt centrum i det amerikanske county Leon County. Navnet Tallahassee er et indiansk ord, der betyder "gammel by".
Oprindelig mødtes den amerikanske regering i Florida skiftende i de to største byer, Pensacola i Vestflorida og Saint Augustine i Østflorida. Da det var meget ubelejligt, blev Tallahassee grundlagt halvvejs mellem de to byer i 1824.